# Vanesa Martín
María Vanesa Martín Mata (Málaga, 14 de noviembre de 1980) es una cantante y compositora española. Su primera aparición en un disco fue en el CD llamado El búho real. Su primer álbum se tituló Agua, el cual salió en 2006. En 2009, ficha por la multinacional Warner Music. Hasta la fecha ha editado ocho álbumes de estudios: Agua (2006), Trampas (2009), Cuestión de piel (2012), Crónica de un baile (2014), Munay (2016), Todas las mujeres que habitan en mí (2018), Siete veces sí (2020), y Placeres y pecados (2022). Actualmente se encuentra en la discográfica Universal Music (desde junio de 2024)
Ha vendido miles de copias en España y Latinoamérica y realizando gran cantidad de conciertos por toda la geografía española.[cita requerida] Ha colaborado con artistas como Pablo Alborán, India Martínez, Malú, Pastora Soler, Raphael, Chenoa, David DeMaría, Rosario Flores, El Arrebato, Manuel Lombo, Diana Navarro, entre otros. La vida de Vanesa Martín ha crecido a la par de figuras como Alejandro Sanz, Pablo Alborán, India Martínez, Manuel Lombo, entre otros. Ha actuado junto a ellos en diversas ocasiones y también ha compuesto canciones para varios de ellos.[cita requerida]

## Biografía

### Inicios
María Vanesa Martín Mata nació en Málaga el 14 de noviembre de 1980. A los seis años su padre le regaló su primera guitarra y a partir de ahí comenzaría su afición por la música. Más tarde, decide iniciar su formación en guitarra, a través de coros rocieros, y poco después empezaría a escribir sus primeras canciones. Ya a los quince años actúa en numerosos locales malagueños y aparece en televisiones y programas de radio locales.[cita requerida] A finales del año 2003, tras realizar los grados de Magisterio y Pedagogía en la Universidad de Málaga, se afincó en Madrid, donde realizaría sus primeros conciertos en el bar El Taburete.

### 2006-2008:Agua
Es fichada por la compañía musical EMI Music Spain en 2005, y se pone en marcha el que sería su primer álbum de estudio Agua, el 15 de junio de 2006. El álbum contó con la producción de Carlos Jean y con la dirección de Raúl Quílez. Fue grabado en los estudios Jean Roche, Jean Madrid y RedLed S.A. El disco se formó por 12 canciones compuestas por la malagueña.
Dicho álbum es reeditado en el año 2007, incluyéndose una versión de la canción «Durmiendo sola», interpretada a dúo con David DeMaría, y también el tema «Lluvia». Con motivo de la publicación de su primer álbum recorre gran parte de España con una gira de conciertos. En los años siguientes, compone temas para artistas como, India Martínez, María Toledo, y Pastora Soler. Fue telonera en la gira por España Viento a favor de Alejandro Fernández.[cita requerida]

### 2009-2011:Trampas
Ficha por la multinacional Warner Music en 2009 y edita su segundo álbum de estudio Trampas. Salió a la venta el 22 de septiembre de 2009, y fue producido en Milán por el italiano Bob Benozzo, productor de Alejandro Sanz, Chambao, Ricardo Montaner, Ana Belén, entre otros. Está formado por 12 temas compuestos por Vanesa Martín.
Con este disco consigue entrar por primera vez en la Lista de Ventas de los discos más vendidos del país (PROMUSICAE) y recibe el Premio Dial 2009, que Cadena Dial otorga a los mejores artistas nacionales del año. A finales de ese año, inicia una gira de conciertos por los teatros de España para presentar su nuevo trabajo en recintos como el Teatro Lope de Vega de Sevilla, el Teatro Cervantes de Málaga, el Teatro Falla de Cádiz, el Teatro Villamarta de Jerez y el Gran Teatro de Huelva.
En 2010, se reedita el álbum Trampas, que incluye la canción «Perdiendo el equilibrio» y el DVD del concierto celebrado el 21 de marzo de 2010 en el Teatro Cervantes de Málaga. En esta fecha acompañaron a Vanesa en el escenario artistas como David DeMaría, Chenoa, Pastora Soler, Diana Navarro y Manuel Lombo.[cita requerida]

### 2012-2013:Cuestión de piel
El primer sencillo de su próximo disco «Tic tac», se estrenó el 16 de enero de 2012, previamente al álbum. El 28 de febrero de 2012, lanza su tercer disco Cuestión de piel,. Este álbum está producido por David Santisteban y se encuentra formado por 15 temas compuestos por ella misma. Incluye las colaboraciones de Malú, Pablo Alborán, La Mari de Chambao, y el guitarrista cordobés José Antonio Rodríguez.[cita requerida] En la primera semana de su lanzamiento, Cuestión de piel consiguió entrar en el número 3 de la Lista Oficial de Ventas en España y fue número 1 en iTunes el mismo día del estreno del disco.[cita requerida]
El 16 de octubre de 2012, se lanzó el disco Ven, siéntate y me lo cuentas... Este trabajo fue resultado de la grabación del concierto en acústico que ofreció el 17 de septiembre de 2012, en la Fundación el Olivar de Castillejo (Madrid). También se publicó en formato CD + DVD una reedición de Cuestión de piel que incluye los dos CD lanzados y el DVD del concierto en acústico. Este acústico además de las canciones de su tres discos, incluye un tema inédito «Adiós de mayo» con la colaboración de José A. Rodríguez y dos temas compuestos por Vanesa que se dieron a conocer en sus respectivos álbumes: 90 minutos (India Martínez) y Ya no más (María Toledo).
El 6 de abril de 2013, actúa por primera vez junto a la cantante Malú en el concierto realizado en el Teatro de la Axerquía (Córdoba). En este mismo año es galardona por el Instituto Andaluz de la Juventud como Premio Joven de Arte 2013.

### 2014-2016:Crónica de un baile
Presenta a través de YouTube «Sin saber por qué», primer sencillo del que será su cuarto álbum de estudio Crónica de un baile el 21 de junio de 2014. En agosto de ese año, Crónica de un baile se posiciona número 1 en preventas en iTunes.[cita requerida] Ya el 1 de septiembre de 2014, sale a la venta el álbum en Málaga, su ciudad natal. Al día siguiente se lanza en el resto de España, colocándose en el número uno de la Lista Oficial de Ventas durante sus dos primeras semanas.[cita requerida] El 8 de octubre del mismo año, arranca en el Teatro Principal de Alicante, con todas las entradas vendidas, la gira Crónica de un baile que recorrió las principales ciudades españolas a lo largo de 2014 y 2015. El 4 de noviembre, se conoce a través de la web de RTVE que formaría parte del nuevo programa de esta cadena: Hit-La Canción. Para ello tuvo que competir con otros artistas nacionales como Sergio Dalma, Pastora Soler, Melendi, Marta Sánchez, Bustamante, y Rosa López.
El 2 de enero de 2015, minutos después del estreno de Hit-La Canción, recibe el disco de oro de mano de Sergio Dalma por su álbum Crónica de un baile. Esa misma noche, la canción finalista elegida por la compositora malagueña fue «Un minuto más» de Danae Segovia. La canción se puso inmediatamente a la venta en las principales plataformas digitales y llegó a estar durante varios días en el top 10 de iTunes.[cita requerida] Durante el verano, se confirma que sería asesora del cantante Manuel Carrasco en el programa de Telecinco La Voz Kids.
Dio un concierto en el Teatro Auditorio de Roquetas de Mar el 9 de enero de 2016. En marzo de ese mismo año, publica su primer libro Mujer Océano el cual recoge una variedad de poemas escritos por todo aquello de lo que se ha podido empapar su alma, y realiza el cierre de la gira de Crónica de un baile en Barcelona.

### 2016-2017:MunayyMunay vivo
El 18 de noviembre de 2016, salió a la venta su nuevo álbum de estudio Munay. Ese mismo día y durante más de dos semanas se convierte en N.º 1 en iTunes y en las listas de ventas de España.[cita requerida] Durante los meses de noviembre y diciembre hace 12 firmas de disco en diferentes ciudades. En febrero de 2017, consigue el disco de platino en España por este disco, y saca una edición limitada y numerada llamada Diario Munay, en la que incluye manuscritos de la artista y diversas fotos.
Para su promoción realizó la Gira Munay fue una gira que abarcó a más de 20 ciudades entre Latinoamérica y España, y comenzó el 24 de febrero de 2017 en el Palacio Martín Carpena de Málaga. Lanzó una recopilación durante la gira Munay, llamada Munay vivo, este DVD salió a la venta el 24 de noviembre de 2017. El disco se puso a la venta en dos formatos físicos muy especiales: Caja 3 CD + DVD: Incluye el disco Munay original con contenido inédito, 2 CD en directo con los temas del concierto de Málaga y un DVD con el directo al completo junto a una entrevista y una Caja Munay Vivo (2 CD + DVD).

### 2018-2019:Todas las mujeres que habitan en mí
El sexto álbum de estudio Todas las mujeres que habitan en mí se lanzó el 16 de noviembre de 2018, cuenta con la dirección y producción de Eric Rosse, con la coproducción de la propia Vanesa, y con el equipo de arreglistas José Marín y Tony Romero. El disco fue mezclado y masterizado por Chris Reynolds. Fue grabado en Squawkbox Studios (Los Ángeles), Cyclops Sound (Van Nuys) y Sunset Sound (Hollywood). Contó con la colaboración de Mariza, Abel Pintos y Kany García. Este disco logró superar las 40.000 copias vendidas y consiguió el disco de platino.
El 29 de noviembre de 2019, se publicó la reedición del disco, que cambiaba el color de su portada al rosa. Contenía las 16 canciones de la edición sencilla y 4 temas extras entre los que se incluye «Caída libre». También contó con un DVD que traía un documental En el aire, que mostraba imágenes de la gira, varios temas grabados en su concierto del 27 de septiembre de 2019 en el WiZink Center de Madrid, 5 temas en acústico grabados para Sesiones Movistar y 6 videoclips.

### 2020-2022:Siete veces sí
Previamente al lanzamiento de su séptimo álbum de estudio, publica en el mes de septiembre de 2020, los sencillos «... y vuelo», y «La huella». Finalmente, su nuevo álbum Siete veces sí, se estrenó el 23 de octubre de ese mismo año. El disco fue llevado bajo la producción de Tony Romero y José Marín. El 10 de diciembre de 2021, se publicó la reedición del disco.
En fecha 11 de noviembre de 2021 el disco Siete Veces Si alcanzó a ser disco de platino por las altas ventas que consiguió.

### 2022-presente:Placeres y pecados
Su octavo álbum de estudio Placeres y pecados fue lanzado el 25 de noviembre de 2022. Cuenta con la de producción de Óscar Clavel, a excepción de Si pudiera (Felipe Guevara), Álgebra (Natalia Schlesinger y Julio Reyes Copello), Marzo, Verano eterno y Mejor de lo que contaste (Emilio Mercader). El disco ha sido masterizado por Dave Kutch, excepto Álgebra, masterizada por Gene Grimaldi en Oasis Mastering (California). Todas las canciones han sido compuestas por Vanesa Martín con la colaboración de Santiago Castillo y Luis Fernando Castillo (Dos erizos), Carolina Isabel Colon Juarbe (Verano eterno), Juan Pablo Isaza, Pablo Benito y Nicolás González (Cuando no estabas),  Jesse & Joy (Si pudiera), Luis Castillo, Santiago Castillo y Johann Morales (Quién lo diría) y Julio Reyes Copello (Álgebra). 
El álbum cuenta con cuatro sencillos: «Si pudiera ft. Jesse & Joy», «Quién lo diría», «Marzo» y «Cuando no estabas».

## Discografía

### Álbumes de estudio
- 2006: Agua
- 2009: Trampas
- 2012: Cuestión de piel
- 2014: Crónica de un baile
- 2016: Munay
- 2018: Todas las mujeres que habitan en mí
- 2020: Siete veces sí
- 2022: Placeres y pecados
- 2025: Casa mía

## Giras musicales
- Gira Agua (2006-2008)
- Gira Trampas (2009-2011)
- Gira Cuestión de piel (2012-2014).
- Gira Crónica de un baile (2014-2016).
- Gira Munay (2017-2018).
- Gira Todas Las Mujeres Que Habitan En Mí (2019-2020).
- Gira Sie7e Veces Sí (2021-2022).
- Gira Placeres Y Pecados (2022-2023).
- Gira Casa Mía (2025-presente)

## Filmografía

### Programas de televisión
| Año  | Programa      | Notas              | ref.   |
| ---- | ------------- | ------------------ | ------ |
| 2015 | La Voz Kids 2 | Asesora            | [ 11 ] |
| 2018 | La Voz Kids 4 | Asesora            | [ 31 ] |
| 2019 | La Voz Kids 5 | Coach              | [ 32 ] |
| 2020 | Mask Singer   | Jurado (Sustituta) | [ 33 ] |
| 2021 | La Voz Kids 6 | Coach              | [ 34 ] |
| 2022 | La Voz 9      | Asesora            | [ 35 ] |
| 2024 | Factor X      | Jurado             |        |

## Premios y nominaciones
- 2019 - Premio Cadena Dial.[36]
- 2019 - Premio Ondas mejor comunicación musical.
- 2019 -  Premio LOS40 Music Award a Videoclip Nacional del Año.
- 2020 - Premio Odeón Mejor Artista Femenino.[37]
- 2020 - Medalla de Andalucía
- 2020 - Nominada a 'Mejor cantante del año' en los Premios HOY Magazine .[38]